# Seznam slovenskih videastk
Seznam slovenskih sodobnih umetnic, ki delujejo na področju umetniškega videa in eksperimentalnega filma.

## A
Nika Autor - Zemira Alajbegović Pečovnik

## B
Martina Bastarda - Mirjana Batinić - Nina Baznik - Uršula Berlot - Sara Bezovšek - Vesna Bukovec -

## C
Lada Cerar - Jasmina Cibic - Lea Culetto

## Č
Špela Čadež - Vesna Čadež - Ana Čigon

## D
Ana Nuša Dragan - Andreja Džakušič

## G
Ana Grobler - Aleksandra Saška Gruden - Marina Gržinić

## H
Đejmi Hadrović - Jasna Hribernik - Maja Hodošček

## J
Sanela Jahić - Neža Jurman (Nez Pez) - 

## K
Neža Knez - Andrea Knezović - Kristina Kokalj - KOLEKTIVA - Dalea Kovačec - Ema Kugler

## L
Tanja Lažetić - Lene Lekše - Polonca Lovšin - Aprilija Lužar

## M
Anja Medved - Keiko Miyazaki - Yuliya Molina

## O
Nika Oblak in Primož Novak

## P
Ana Pečar - Alenka Pirman - Nataša Prosenc Stearns - Marija Mojca Pungerčar

## R
Rebecca Reja - Katarina Rešek (Kukla) - Pila Rusjan - Rene Rusjan

## S
Duba Sambolec - Zvonka T. Simčič - Nataša Skušek - Maja Slavec - Ana Sluga - Saša Spačal - Evelin Stermitz

## Š
Robertina Šebjanič - Aina Šmid - Nika Špan - Apolonija Šuštaršič

## V
Noemi Veberič Levovnik - Tanja Vujinovič

## W
Valerie Wolf Gang

## Z
Metka Zupanič